# Nawira Sevens Femenino 2006
El Nawira Sevens Femenino (North America and West Indies Rugby Association) de 2006 fue la segunda edición del torneo femenino de rugby 7 de la confederación norteamericana.
Se disputó el 11 y el 12 de noviembre en la ciudad Garrison Savannah de Barbados.

## Posiciones
| Equipo            | Encuentros | Encuentros | Encuentros | Encuentros | Tantos  | Tantos    | Tantos     | Puntos |
| Equipo            | jugados    | ganados    | empatados  | perdidos   | a favor | en contra | diferencia | Puntos |
| ----------------- | ---------- | ---------- | ---------- | ---------- | ------- | --------- | ---------- | ------ |
| Estados Unidos    | 5          | 5          | 0          | 0          | 147     | 0         | +147       | 15     |
| Jamaica           | 5          | 3          | 1          | 1          | 84      | 27        | +67        | 12     |
| Trinidad y Tobago | 5          | 3          | 0          | 2          | 80      | 55        | +25        | 11     |
| Guyana            | 5          | 2          | 1          | 2          | 41      | 67        | -29        | 10     |
| Santa Lucía       | 5          | 1          | 0          | 4          | 25      | 141       | -116       | 7      |
| Barbados          | 5          | 9          | 0          | 5          | 5       | 176       | -171       | 5      |

### Campeón
| Bandera de Estados Unidos |
| Campeón Estados Unidos    |
| 2.do título               |